# Gordonsbaai
Gordonsbaai (Engels: Gordon's Bay) is een havenstad met 17.000 inwoners, in de West-Kaap provincie van Zuid-Afrika, in de buurt van het plaatsje Strand. Het ligt in de noordoost-hoek van de Valsbaai, op zo'n 55 kilometer van Kaapstad.
Gordonsbaai is het kleinste van de drie dorpen in de Helderbergregio, genoemd naar de Helderberg, die op zijn beurt bij de Hottentots-Holland bergen hoort. Gordonsbaai heette oorspronkelijk Vishoek, lang voordat het dorp met dezelfde naam aan de kant van de Valsbaai gesticht werd.

## Subplaatsen
Het nationaal instituut voor de statistiek, Stats SA, deelt sinds de census 2011 deze hoofdplaats in in 15 zogenaamde subplaatsen (sub place), waarvan de grootste zijn:
Admirals Park • Anchorage Park • Gordons Bay SP.